# 사슴꽃
"사슴꽃"는 2015년에 제작한 대한민국의 영화이다.